# Адміністративний поділ Маріуполя
Адміністративно-територіальний поділ Маріуполя — адміністративно місто поділяється на 4 міських райони. Всього населення Маріуполя становить 500,0 тис. чоловік на 2006 рік. Міське населення становить 499,1 тис. чоловік або 99,8 %.

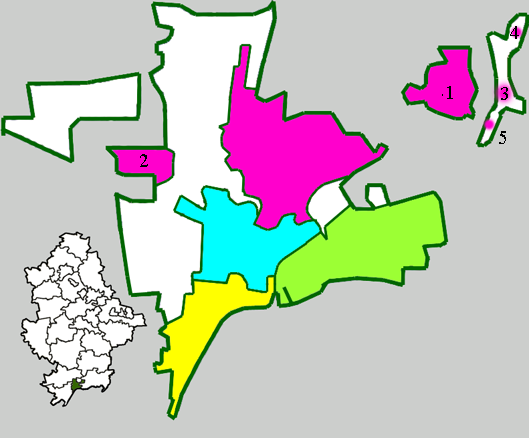
Поділ Території, підпорядкованій Маріупольській міській раді:

| Райони Маріуполя: Центральний Кальміуський Лівобережний Приморський | Населені пункти: 1 — Сартана 2 — Старий Крим 3 — Талаківка 4 — Гнутове 5 — Ломакине |

## Адміністративні райони міста
- Центральний район (до 1957 — Молотовський, у 1957—2016 — Жовтневий) — 182,9 тис. мешканців (2007) — центральний район міста. Повсякденна назва центральної частини району — «Центр», або «Місто».
- Кальміуський район (до 2016 — Іллічі́вський)  — 100,6 тис. мешканців (2007) — на півночі міста, найбільший за розвитком промисловості та за площею район. Повсякденна назва — «Завод Ілліча». Підпорядковані населені пункти:
  - смт Сартана — 10,4 тис. мешканців
  - смт Старий Крим — 5,9 тис. мешканців
  - смт Талаківка — 3,9 тис. мешканців
  - с. Гнутове — 0,6 тис. мешканців
  - с. Ломакине — 0,3 тис. мешканців
- Лівобережний район (до 2016 року — Орджонікідзевський)  — 124,5 тис. мешканців (2007) — на сході міста, на лівому березі Кальміусу. Повсякденна назва — «Лівий Берег»
- Приморський район (попередня назва — Портовський)  — 69,9 тис. мешканців (2007) — на півдні міста, уздовж Азовського моря. Повсякденна назва центральної частини району — «Порт».

## Історичні райони
Крім цих адміністративних районів є історично сформовані частини міста (у дужках подана кількість населення в тис. чоловік на кінець 2006 року):
- Гавань, або Гавань Шмідта (Приморський район) — між Азовським морем і Правим берегом Кальміуса, одноповерхова забудова й промислові підприємства: стара гавань (Гавань Шмідта), старий річковий порт, сіткоплетільна фабрика, рибоконсервний завод, склади (2,3).
- Слобідка (Приморський район) — між Гаванню й проспектом Металургів. Місце заселення вільних солдатів в XIX столітті. Приватний сектор, залізничний вокзал (3,2).
- Калинова Балка (Приморський і Центральний район) — між проспектами Металургів і Нахімова (0,2).
- Новоселівка (Центральний район) — між проспектами Металургів і Будівельників північніше від вулиці Карла Лібкнехта. Приватний сектор, промислові підприємства: молокозавод, завод «Електропобутприлад», дослідно-експериментальний завод, найстарша бібліотека міста — імені Серафимовича, Свято-Микільський собор міста (13,0).
- Парковий (Центральний район) — між проспектами Металургів, Леніна, Будівельників і вулицею Карла Лібкнехта. Приватний сектор (3,0).
- Карасівка (Центральний район) — між автовокзалом і вулицею Готфейською. Приватний сектор. Місце народження Архипа Куїнджі. Харчосмакова фабрика, олійниця (3,0).
- Правий Берег (Центральний район) — між заплавами річок Кальміус і Кальчик, північніше від автовокзалу. Приватний сектор, старий м'ясокомбінат (5,0).
- Зінцева Балка (Приморський район) — між проспектом Нахімова, вулицями Гагаріна й Червонофлотської. Приватний сектор (5,0).
- Селище Моряків (Приморський район) — край району в напрямку в Мелекіне. Приватний сектор (6,7).
- Піщаний (Приморський район) — між селищем Моряків і узбережжям моря. Приватний сектор. Пляж «Піщаний» (1,1).
- Південний (Приморський район) — між мікрорайоном «Черемушки» і аеропортом. Приватний сектор (1,5).
- Кіровка (Приморський район) — на захід від вулиці Червонофлотської. Приватний сектор (2,0).
- Аеродром (Кальміуський район) — на захід від вулиці Карпінського, у заплаві річки Кальчик. Приватний сектор (6,5).
- Зірка (Кальміуський район) — на Донецькому шосе. Колишній радгосп, ПТУ № 74, трест «Металургбуд» (1,1).
- Кам'янськ (Кальміуський район) — на захід від Донецького шосе, навпроти аглофабрики. Приватний сектор, Іллічівський молокозавод (6,1).
- Садки (Кальміуський район) — до північного заходу від заплави р. Кальміус і до сходу від старого мартенівського виробництва комбінату Ілліча (площадка «Б», що була до 1918 року заводом «Провіданс») і Іллічівському ринком. Приватний сектор (3,8).
- Україна(№ 1,2,3) (Кальміуський район) — від залізничної лінії «Азовсталь» — комбінат імені Ілліча на схід аж до Сартани. З півдня обмежений районами Волонтерівка й Садки. Приватний сектор. Поруч — однойменний мікрорайон (7,0).
- Волонтерівка (Кальміуський район) — між Україною й річкою Кальміус. Зі сходу — Сартана. Приватний сектор. Палац культури Будівельників. Підприємство «Плаз» по випуску яхт і катерів (4,8).
- Гуглине (Кальміуський район) — напроти залізничної станції «Сартана». Приватний сектор (2,0).
- Азів-Кільце (Кальміуський район) — до півдня від Гуглине й на захід від України. Безпосередньо примикає до комбінату імені Ілліча. Приватний сектор, ПТУ № 99 (1,7).
- Мирний (Кальміуський район) — до півночі від Гуглине, до сходу від прокатного стану «3000» комбінату імені Ілліча. Приватний сектор, промислові підприємства: холодокомбінат, склади (10,2).
- Успенівка (Лівобережний район) — до півночі від вулиць Лепорського й Таганрозької. Приватний сектор (0,5).
- Найденівка (Лівобережний район) — до півдня від Комсомольського бульвару, на узбережжя моря за «Азовсталлю». Приватний сектор (3,0).
- Ляпіне (Лівобережний район) — до півдня від Ленінградського проспекту перед селами Виноградне й Сопине Новоазовського району. Приватний сектор (1,2).
- Троїцький (Лівобережний район) — до півночі від вулиці Таганрозької. Приватний сектор (0,7).

## Багатоповерхові райони
Багатоповерхові житлові мікрорайони й масиви:
- «1000 дрібниць» (Центральний район) — район по проспекту Леніна на захід від «Майського» ресторану (10,8).
- 12-й мікрорайон (Центральний район) — між проспектом Леніна й Будівельників, навпроти «1000 дрібниць» (10,1).
- Славутич (Центральний район) — між проспектом Леніна й вулицею Купріна за 12-м мікрорайоном. Приміська автостанція № 2 (10,0).
- 17-й мікрорайон (16-18 мкр, Центральний район) — між проспектами Будівельників, вулицями Купріна, Матросова й бульваром Шевченко. Міська лікарня № 2 (21,2).
- Західний (21-23 мікрорайони, «Сонячний», Центральний район) — між проспектом Будівельників і Володарськом шосе за 17-м мікрорайоном (43,7).
- Металург (Центральний район) — по проспекту Металургів від вулиці Фонтанної до Карасівської (17,8).
- Кіровський (Центральний район) — на перетинанні проспекту Металургів і бульвару Шевченко. Автовокзал (12,0).
- Морвокзал (Приморський район) — на проспекті Адмірала Луніна, напроти морського вокзалу (11,1).
- Черемушки (Приморський район) — між Зінцевою Балкою й Південним селищем (7,2).
- Азов'я (Приморський район) — на захід від мікрорайону Черемушки (0,8).
- 5-й мікрорайон (Кальміуський район) — до сходу від проспекту Металургів, в бік «Екстрим-Парку» (8,0).
- Україна, або Пентагон (Кальміуський район) — між Волонтерівкою і селищем Україна (5,8).
- Курчатове або «ЦРУ» (Кальміуський район) — до півночі від мікрорайону Україна (4,5).
- Ленінградський (Лівобережний район) — до сходу від проспекту Перемоги (18,0).
- Східний (Лівобережний район) — східний край району, у Новоазовської траси (25,1).

## Цікаві факти
- У єдиному районі Маріуполя, котрий не має виходу до моря, а саме в Кальміуському, розташований суднобудівний завод «Плаз».